# Santos Michelena
Pour les articles homonymes, voir Michelena.
Santos Michelena est un diplomate et homme politique vénézuélien, né à Maracay le 1er novembre 1797 et mort à Caracas le 12 mars 1848. Il est président par intérim de la République du Venezuela du 20 au 28 janvier 1843.